# 梅爾貝塔 (內布拉斯加州)
梅爾貝塔（英語：Melbeta）是位於美國內布拉斯加州斯科茨布拉夫縣的村。

## 人口
根據2020年美國人口普查的數據，梅爾貝塔的面積為0.25平方千米，皆為陸地。當地共有人口108人，而人口密度為每平方千米432人。